# Giuleștistadion

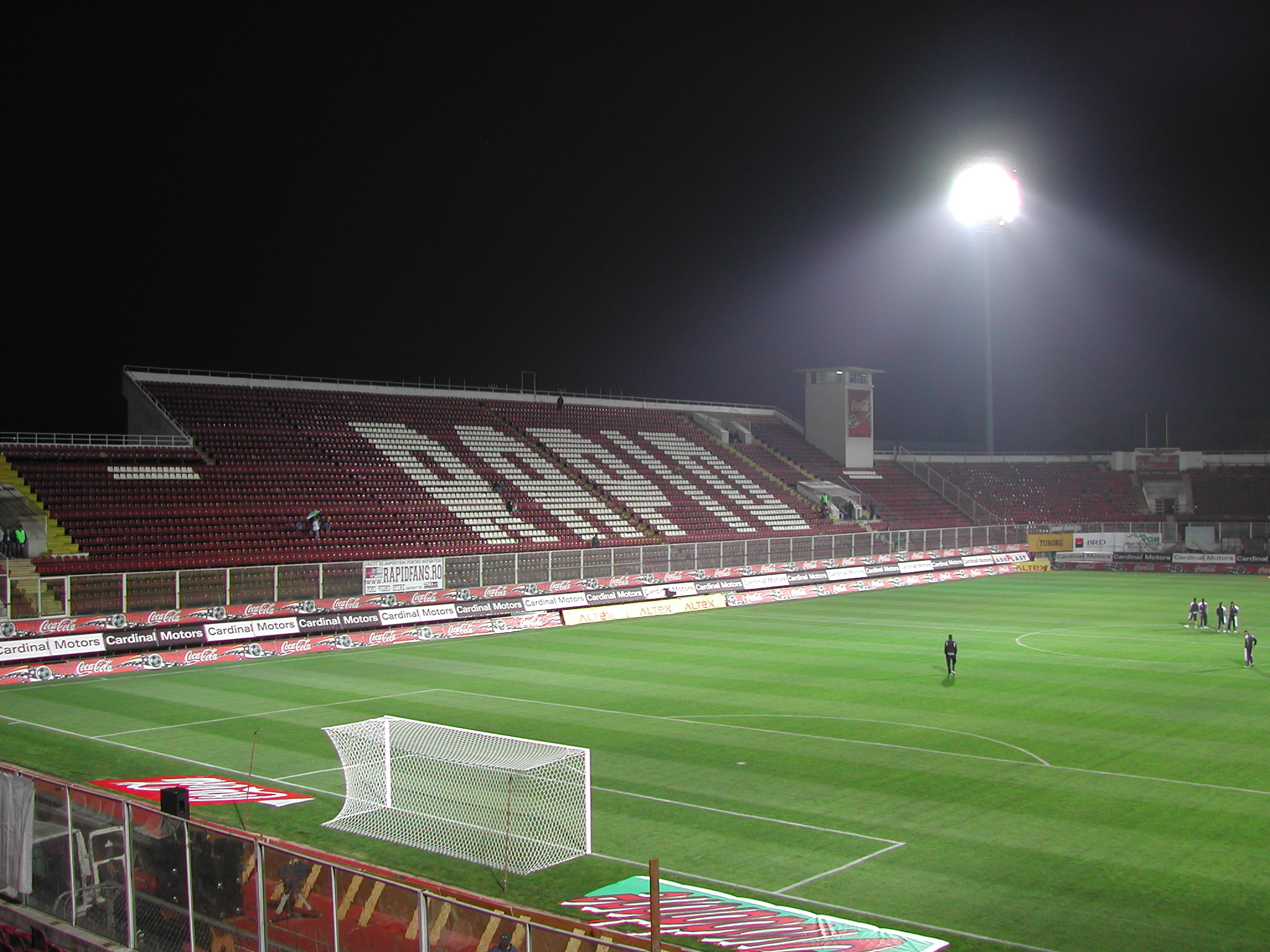
Gegentribüne

Giulești was een voetbalstadion in de wijk Giulești, in de Roemeense hoofdstad Boekarest. Dit stadion was het thuisstadion van Rapid Boekarest.
Het stadion werd geopend op 10 juni 1939, toen de CFR (Căile Ferate Române - Roemeense Spoorwegen) vierde dat 70 jaar geleden de eerste spoorweg werd geopend. In die tijd was het stadion erg modern voor Roemenië en was ook gebaseerd op het Highburystadion in Londen. Onder de gasten bij de opening waren Carol II van Roemenië, Michael van Roemenië en Paul I van Griekenland.
Officieel heette het stadion Stadionul Giulesti-Valentin Stănescu, naar de coach Valentin Stănescu die Rapid Boekarest naar de eerste titel leidde, in 1967. Het is echter beter bekend als alleen Stadionul Giulești naar de arbeiderswijk in Boekarest waar het zich bevindt nabij het Giuleștitheater, Podul Grant, Gara de Nord en het spoorwegemplacement Grivița.
Het stadion bood plaats aan 19.100 bezoekers. Op de plek van het voormalige stadion staat nu het nieuwe Giuleștistadion.